# Yaya Touré
Gnégnéri Yaya Touré (sinh ngày 13 tháng 5 năm 1983) là một cựu cầu thủ bóng đá người Bờ Biển Ngà chơi ở vị trí tiền vệ hiện đã giải nghệ. Anh là một tiền vệ lùi với tố chất mạnh mẽ, không ngại va chạm. Anh là cầu thủ người Bờ Biển Ngà đầu tiên chơi cho Barcelona. Anh là em trai của Kolo Touré. Yaya cũng có một người em trai tên Ibrahim Touré nhưng đã qua đời. Anh đã có 4 lần đoạt danh hiệu Cầu thủ xuất sắc nhất châu Phi (một kỷ lục và bằng với Samuel Eto'o).

## Sự nghiệp câu lạc bộ

### Giai đoạn đầu
Yaya Touré gia nhập lò đào tạo trẻ ASEC Mimosas năm 1996. Anh sau đó chuyển tới Bỉ để chơi cho KSK Beveren theo một bản hợp đồng có thời hạn 2 năm rưỡi và sau đó là thêm một năm rưỡi cùng đội bóng Ukraina Metalurh Donetsk.

### Olympiakos
Yaya Touré sau đó chuyển tới Olympiakos vào năm 2005. Anh được đặt biệt danh là "Patrick Vieira mới" bởi người anh Kolo Touré. Trước mùa giải 2005-06, anh có tham gia một quãng thời gian tập luyện cùng Arsenal, song không được ban lãnh đạo ký hợp đồng. Anh cũng được Eurosport bầu vào năm 2005 là một trong những tài năng hứa hẹn nhất thế giới, bản danh sách gồm có cả Javier Mascherano và Sergio Agüero.

### Barcelona
Yaya Touré gia nhập FC Barcelona với mức giá 9 triệu euro và có trận ra mắt gặp Racing de Santander.
Touré có bàn thắng đầu tiên trong trận gặp Inter Milan ở cúp Joan Gamper. Anh chính thức ghi bàn thắng đầu tiên ở La Liga trong trận gặp Athletic Bilbao vào ngày 2 tháng 9 năm 2007. Bàn thắng đầu tiên của anh ở cúp C1 là trong trận gặp FC Schalke 04 ở tứ kết cúp C1 mùa giải 2007-08.
Đầu mùa giải 2008-09, huấn luyện viên Josep Guardiola muốn dùng Sergio Busquets ở vị trí tiền vệ trung tâm và bắt đầu dấy lên những tin đồn về việc Touré có thể ra đi, xong anh đã tận dụng được cơ hội và thi đấu tốt khi bước vào năm mới. Ở trận chung kết cúp C1 mùa giải 2008-09, Touré đã được đưa về để đá trung vệ và đã khoá chặt Wayne Rooney, góp công vào chiến thắng 2-0 của Barca trước Manchester United.

### Manchester City
Hè 2010, sau khi kết thúc World Cup, Yaya Touré đã được FC Barcelona bán cho câu lạc bộ Manchester City với giá 24 triệu Euro (ở đó có Kolo Touré, anh trai của Yaya đang chơi ở vị trí trung vệ).
Vào ngày 28 tháng 7, Touré ra mắt Man City trong trận giao hữu trước mùa giải với Club América. Man City đã thắng 4–1 trên chấm phạt đền sau trận hòa 1–1 sau thời gian thi đấu chính thức. Trong trận ra mắt sân nhà Etihad vào ngày 7 tháng 8 khi đá giao hữu với Valencia, anh được trao giải "Cầu thủ xuất sắc nhất trận đấu".

#### Mùa 2010–11
Vào ngày 14 tháng 8 năm 2010, Touré đã ra mắt Premier League trong trận hòa 0–0 với Tottenham Hotspur tại White Hart Lane. Một tuần sau, Touré đã gây ấn tượng trong trận thắng 3–0 trước Liverpool tại Eastlands khi là một phần của hàng tiền vệ ba người cùng Gareth Barry và Nigel de Jong. Vào ngày 19 tháng 9, Touré đã ghi bàn thắng đầu tiên cho City trong trận đấu với Wigan Athletic. Bàn thắng được ghi ở phút 70 và được kiến tạo bởi Carlos Tevez, người cũng ghi bàn trong trận đấu đó. Touré được tấn công nhiều hơn dưới thời Roberto Mancini và chủ yếu chơi ở vị trí này. Anh đã ghi một bàn thắng tuyệt vời chân trái vào lưới West Ham United và tiếp tục ghi bàn thứ hai, sau đó được tính là bàn thắng phản lưới nhà vì bóng nảy ra khỏi cột, đập vào lưng thủ môn Robert Green và đi vào lưới.

### Quay lại Olympiakos
Sau khi kết thúc hợp đồng với câu lạc bộ Manchester City vào hè 2018, Yaya Touré là cầu thủ tự do. Ngày 2 tháng 9 năm 2018, anh kí hợp đồng mới để trở lại Olympiakos. Đến ngày 11 tháng 12 năm 2018, hai bên quyết định chấm dứt hợp đồng.
Ngày 10.5.2019, nhiều tờ báo đưa tin Yaya Touré đã chính thức tuyên bố giải nghệ ở tuổi 35 để tập trung vào sự nghiệp huấn luyện viên. Sau đó, anh đã bác bỏ các thông tin này, giải thích rằng anh đang chuẩn bị cho công việc huấn luyện nhưng vẫn đang cân nhắc để chơi bóng thêm vài năm nữa.

### Thanh Đảo Hoàng Hải
Ngày 3.7.2019, Yaya Touré bất ngờ quay trở lại với bóng đá. Anh đầu quân cho câu lạc bộ Thanh Đảo Hoàng Hải ở giải Hạng Nhất Trung Quốc theo một bản hợp đồng chưa tiết lộ. Trước đó, vào năm 2017, Toure từng tuyên bố sẽ không bao giờ đến Trung Quốc chơi bóng: "Tôi sẽ cảm thấy tức giận nếu phải chơi bóng tại đó. Tôi chơi bóng vì đam mê, không phải vì tiền".

## Thống kê sự nghiệp

### Câu lạc bộ
Tính đến 7 tháng 3 năm 2018.
| Câu lạc bộ          | Mùa giải            | Giải đấu | Giải đấu | Cúp quốc gia | Cúp quốc gia | Cúp liên đoàn | Cúp liên đoàn | Châu Âu | Châu Âu | Tổng cộng | Tổng cộng |
| Câu lạc bộ          | Mùa giải            | Trận     | Bàn      | Trận         | Bàn          | Trận          | Bàn           | Trận    | Bàn     | Trận      | Bàn       |
| ------------------- | ------------------- | -------- | -------- | ------------ | ------------ | ------------- | ------------- | ------- | ------- | --------- | --------- |
| Beveren             | 2001–02             | 28       | 0        | 0            | 0            | -             | -             | 0       | 0       | 28        | 0         |
| Beveren             | 2002–03             | 30       | 3        | 0            | 0            | -             | -             | 0       | 0       | 30        | 3         |
| Beveren             | 2003–04             | 12       | 0        | 0            | 0            | -             | -             | 0       | 0       | 12        | 0         |
| Beveren             | Tổng cộng           | 70       | 3        | 0            | 0            | -             | -             | 0       | 0       | 70        | 3         |
| Metalurh Donetsk    | 2003–04             | 11       | 1        | 0            | 0            | -             | -             | 0       | 0       | 11        | 1         |
| Metalurh Donetsk    | 2004–05             | 22       | 2        | 2            | 1            | -             | -             | 4       | 1       | 28        | 4         |
| Metalurh Donetsk    | Tổng cộng           | 33       | 3        | 2            | 1            | -             | -             | 4       | 1       | 39        | 5         |
| Olympiakos          | 2005–06             | 26       | 3        | 0            | 0            | -             | -             | 6       | 0       | 32        | 3         |
| Olympiakos          | Tổng cộng           | 26       | 3        | 0            | 0            | -             | -             | 6       | 0       | 32        | 3         |
| Monaco              | 2006–07             | 27       | 5        | 0            | 0            | -             | -             | 0       | 0       | 27        | 5         |
| Monaco              | Tổng cộng           | 27       | 5        | 0            | 0            | -             | -             | 0       | 0       | 27        | 5         |
| Barcelona           | 2007–08             | 26       | 1        | 2            | 0            | -             | -             | 12      | 1       | 40        | 2         |
| Barcelona           | 2008–09             | 25       | 2        | 5            | 1            | -             | -             | 10      | 0       | 40        | 3         |
| Barcelona           | 2009–10             | 23       | 1        | 6            | 0            | -             | -             | 8       | 0       | 37        | 1         |
| Barcelona           | Tổng cộng           | 74       | 4        | 13           | 1            | -             | -             | 30      | 1       | 117       | 6         |
| Manchester City     | 2010–11             | 35       | 6        | 8            | 3            | 0             | 0             | 8       | 1       | 51        | 10        |
| Manchester City     | 2011–12             | 32       | 6        | 1            | 0            | 0             | 0             | 9       | 3       | 42        | 9         |
| Manchester City     | 2012–13             | 32       | 6        | 5            | 2            | 0             | 0             | 5       | 1       | 42        | 9         |
| Manchester City     | 2013–14             | 35       | 20       | 4            | 0            | 3             | 3             | 7       | 1       | 49        | 24        |
| Manchester City     | 2014–15             | 29       | 10       | 1            | 0            | 2             | 1             | 5       | 1       | 37        | 12        |
| Manchester City     | 2015–16             | 32       | 6        | 0            | 0            | 5             | 1             | 10      | 1       | 47        | 8         |
| Manchester City     | 2016–17             | 25       | 5        | 4            | 2            | 0             | 0             | 2       | 0       | 31        | 7         |
| Manchester City     | 2017–18             | 6        | 0        | 0            | 0            | 4             | 0             | 3       | 0       | 13        | 0         |
| Manchester City     | Tổng cộng           | 226      | 62       | 23           | 7            | 14            | 5             | 49      | 8       | 312       | 82        |
| Tổng cộng sự nghiệp | Tổng cộng sự nghiệp | 456      | 79       | 39           | 10           | 14            | 5             | 89      | 10      | 597       | 104       |

### Đội tuyển quốc gia
| Bờ Biển Ngà | Bờ Biển Ngà | Bờ Biển Ngà |
| Năm         | Trận        | Bàn         |
| ----------- | ----------- | ----------- |
| 2004        | 3           | 0           |
| 2005        | 2           | 0           |
| 2006        | 15          | 1           |
| 2007        | 4           | 1           |
| 2008        | 10          | 1           |
| 2009        | 8           | 2           |
| 2010        | 13          | 2           |
| 2011        | 5           | 2           |
| 2012        | 10          | 1           |
| 2013        | 10          | 6           |
| 2014        | 10          | 2           |
| 2015        | 10          | 1           |
| Tổng cộng   | 100         | 19          |

#### Bàn thắng quốc tế
| #   | Ngày                 | Địa điểm                                                      | Đối thủ           | Bàn thắng | Kết quả | Giải đấu                 |
| --- | -------------------- | ------------------------------------------------------------- | ----------------- | --------- | ------- | ------------------------ |
| 1.  | 24 tháng 1 năm 2006  | Sân vận động Quốc tế Cairo, Cairo, Ai Cập                     | Libya             | 2–1       | 2–1     | CAN 2006                 |
| 2.  | 3 tháng 6 năm 2007   | Sân vận động Bouaké, Bouaké, Bờ Biển Ngà                      | Madagascar        | 3–0       | 5–0     | Vòng loại CAN 2008       |
| 3.  | 25 tháng 1 năm 2008  | Sân vận động Sekondi-Takoradi, Sekondi-Takoradi, Ghana        | Bénin             | 2–0       | 4–1     | Vòng loại CAN 2008       |
| 4.  | 20 tháng 6 năm 2009  | Sân vận động 4 tháng 8, Ouagadougou, Burkina Faso             | Burkina Faso      | 1–0       | 3–2     | Vòng loại World Cup 2010 |
| 5.  | 5 tháng 9 năm 2009   | Sân vận động Félix Houphouët-Boigny, Abidjan, Bờ Biển Ngà     | Burkina Faso      | 3–0       | 5–0     | Vòng loại World Cup 2010 |
| 6.  | 25 tháng 6 năm 2010  | Sân vận động Mbombela, Nelspruit, Nam Phi                     | CHDCND Triều Tiên | 1–0       | 3–0     | World Cup 2010           |
| 7.  | 4 tháng 9 năm 2010   | Sân vận động Félix Houphouët-Boigny, Abidjan, Bờ Biển Ngà     | Rwanda            | 1–0       | 3–0     | Vòng loại CAN 2012       |
| 8.  | 10 tháng 8 năm 2011  | Sân vận động Genève, Geneva, Thụy Sĩ                          | Israel            | 2–0       | 4–3     | Giao hữu                 |
| 9.  | 9 tháng 10 năm 2011  | Sân vận động Félix Houphouët-Boigny, Abidjan, Bờ Biển Ngà     | Burundi           | 2–1       | 2–1     | Vòng loại CAN 2012       |
| 10. | 4 tháng 2 năm 2012   | Sân vận động Malabo, Malabo, Guinea Xích Đạo                  | Guinea Xích Đạo   | 3–0       | 3–0     | CAN 2012                 |
| 11. | 22 tháng 1 năm 2013  | Sân vận động Royal Bafokeng, Phokeng, Nam Phi                 | Togo              | 1–0       | 2–1     | CAN 2013                 |
| 12. | 26 tháng 1 năm 2013  | Sân vận động Royal Bafokeng, Phokeng, Nam Phi                 | Tunisia           | 2–0       | 3–0     | CAN 2013                 |
| 13. | 23 tháng 3 năm 2013  | Sân vận động Félix Houphouët-Boigny, Abidjan, Bờ Biển Ngà     | Gambia            | 2–0       | 3–0     | Vòng loại World Cup 2014 |
| 14. | 8 tháng 6 năm 2013   | Sân vận động Độc lập, Bakau, Gambia                           | Gambia            | 3–0       | 3–0     | Vòng loại World Cup 2014 |
| 15. | 16 tháng 6 năm 2013  | Sân vận động Quốc gia Benjamin Mkapa, Dar es Salaam, Tanzania | Tanzania          | 2–1       | 4–2     | Vòng loại World Cup 2014 |
| 16. | 16 tháng 6 năm 2013  | Sân vận động Quốc gia Benjamin Mkapa, Dar es Salaam, Tanzania | Tanzania          | 3–2       | 4–2     | Vòng loại World Cup 2014 |
| 17. | 10 tháng 9 năm 2014  | Sân vận động Ahmadou Ahidjo, Yaoundé, Cameroon                | Cameroon          | 1–1       | 1–4     | Vòng loại CAN 2015       |
| 18. | 15 tháng 10 năm 2014 | Sân vận động Félix Houphouët-Boigny, Abidjan, Bờ Biển Ngà     | CHDC Congo        | 1–1       | 3–4     | Vòng loại CAN 2015       |
| 19. | 4 tháng 2 năm 2015   | Sân vận động Bata, Bata, Guinea Xích Đạo                      | CHDC Congo        | 1–0       | 3–1     | CAN 2015                 |

## Danh hiệu

### Câu lạc bộ

#### ASEC Mimosas
- Giải vô địch Bờ Biển Ngà: 2001

#### Olympiacos
- Siêu cúp Hy Lạp: 2005–06
- Cúp quốc gia Hy Lạp: 2005–06

#### Barcelona
- La Liga: 2008–09, 2009–10
- Copa del Rey: 2008–09
- Supercoppa de España: 2009
- UEFA Champions League: 2008–09
- UEFA Super Cup: 2009
- FIFA Club World Cup: 2009

#### Manchester City
- Premier League: 2011–12, 2013–14, 2017–18
- FA Cup: 2010–11
- EFL Cup: 2013–14, 2015–16, 2017–18
- FA Community Shield: 2012

### Quốc tế
- Cúp bóng đá châu Phi: 2015